# 朱錦 (萬曆進士)
朱錦（？—？），號恕銘，浙江紹興府餘姚縣人，明朝政治人物。

## 生平
萬曆十六年（1588年）戊子科浙江鄉試舉人。萬曆二十年（1592年），登壬辰科第三甲第三十七名進士，都察院觀政，六月授金溪县知县，二十六年升南京兵部主事，三十一年升员外郎，升禮部郎中，三十二年仕至揚州知府，調廣平府，三十五年闰六月升河南潁州兵备副使，三十七年致仕。

## 家族
曾祖朱瑞；祖父朱育；父朱守道，廪生。